# Chilcacetus
Chilcacetus — вимерлий рід примітивних одонтоцетів, відомих з раннього міоцену (Аквітанія) Перу. Скам'янілості були знайдені й названі на честь формації Чилкатай басейну Піско.

## Опис
Зуби у Chilcacetus гомодонтні за своєю природою, а рострум довгий. Наявність порожнини між носовими і месетмоїдними на задній стінці кісткових носових залоз, що відрізняє цей таксон від інших архаїчних зубовидних зубів, звідси назва виду cavirhinus.